# رودوپسین کیناز
رودوپسین کیناز (کد EC 2.7.11.14، کیناز 1 گیرنده وابسته به G-پروتئین، GPCR کیناز1، GRK1، اوپسین کیناز، RK یا STK14) یک سرین/ترئونین پروتئین کیناز است که در ترارسانی نوری یا Phototransduction نقش دارد. این آنزیم واکنش شیمیایی زیر را کاتالیز می کند:
ATP + رودوپسین ⇔ ADP + فسفو-رودوپسین
جهش در پروتئین رودوپسین کیناز مرتبط با نوعی از شب کوری به نام بیماری اوگوچی گزارش شده است.

## عملکرد و مکانیزم عمل
رودوپسین کیناز عضوی از خانواده کینازهای گیرنده وابسته به G-پروتئین است و به طور رسمی، کیناز 1 گیرنده وابسته به G-پروتئین یا GRK1 نامیده می شود. رودوپسین کیناز عمدتا در سلول های استوانه ای شبکیه پستانداران یافت می شود و وظیفه فسفوریلاسیون رودوپسین فعال شده با نور، عضوی از گیرنده های وابسته به G-پروتئین که نور را تشخیص می دهد، را برعهده دارد. رودوپسین فعال شده با نورِ فسفریله شده توسط رودوپسین کیناز، سپس به پروتئین ارستین متصل می شود تا آبشار پیامرسانی نوری خاتمه یابد. همچنین GRK7 که به عنوان اوپسین کیناز سلول مخروطی هم شناخته می شود، عملکرد مشابهی را در سلول های مخروطی شبکیه انجام داده و موجب دید روشن با دقت بالا در ناحیه لکه زرد می شود. تغییرات پساترجمه ای پروتئین GRK1 توسط فارنسیلاسیون و متیلاسیون گروه آلفا-کربوکسیل، جهت تنظیم توانایی آنزیم رودوپسین کیناز در شناسایی رودوپسین در غشاء دیسک های قطعه بیرونی سلول استوانه ای، مهم است.
ارستین-1 متصل به رودوپسین باعث جلوگیری از فعال شدن G-پروتئین ترانس دیوسین و در نهایت منجر به خاموش شدن مسیر ترارسانی نوری می شود.
فعالیت رودوپسین کیناز توسط پروتئین متصل شونده به کلسیم ریکاورین به طور درجه بندی شده ای مهار می شود که حساسیت به نورِ رودوپسین را علی رغم تغییرات شدید نوری محیط، حفظ می کند. بنابراین، اگر شبکیه چشم در معرض نور بسیار کم باشد، درون سلول های استوانه ای، غلظت کلسیم بالا خواهد بود و درنتیجه باعث فعالیت ریکاورین و متعاقبا مهار رودوپسین کیناز می شود و منجر به حساسیت بالای رودوپسین به فوتون های نوری بسیار پایین می گردد. در نور زیاد؛ سطح کلسیم سلول های استوانه ای شبکیه پایین می آید و در نتیجه ریکاورین غیرفعال شده و نمی تواند با اتصال به رودوپسین کیناز آن را مهار کند و متعاقبا سیستم رودوپسین کیناز/ ارستین با مهار گسترده پیامرسانی رودوپسین، پیام روشنایی را به مغز مخابره می کند.
براساس یک طرح پیشنهادی، N-ترمینال رودوپسین کیناز در فعالسازی خود پروتئین نقش دارد. پیشنهاد می شود که رودوپسین فعال شده با نور، به N-ترمینال رودوپسین کیناز متصل می شود که خود این اتصال جهت پایداری دامین کیناز پروتئین RK حائز اهمیت است.

## بیماری چشم
جهش در رودوپسین کیناز می‌تواند موجب بیماری‌هایی از قبیل بیماری اگوچی یا تخریب شبکیه شود. بیماری اوگوچی نوعی از شب کوری مادرزادی ثابت یا CSNB است. شب کوری مادرزادی ثابت در اصل به دلیل عدم توانایی مولکول‌های سیگنالینگ در ارسال پیام از شبکیهٔ بیرونی به شبکیهٔ درونی، رخ می‌دهد. بیماری اوگوچی یک اختلال ژنتیکی است؛ درنتیجه افراد می‌توانند آن را از والدین خود به ارث ببرند. ژن‌هایی که مسئول بیماری اوگوچی هستند، شامل ژن SAG (کدکننده ارستین) و ژن GRK1 می‌شوند. رودوپسین کیناز از ژن GRK1 کد می‌شود؛ پس جهشی در ژن GRK1 می‌تواند منجر به بیماری اوگوچی شود.
تخریب شبکیه نوعی از بیماری‌های شبکیه است که به دلیل مرگ سلول‌های گیرنده نوری واقع در شبکیه اتفاق می‌افتد. از آنجا که رودوپسین کیناز با مهار رودوپسین منجر به فعال شدن واکنش نوری می‌گردد، مطالعات نشان داده‌اند که فقدان رودوپسین کیناز موجب مرگ سلول‌های گیرنده نوری می‌شود. زمانیکه سلول‌های گیرنده نوری می‌میرند، از شبکیه چشم جدا شده و بنابراین موجب تخریب شبکیه می‌شوند.